# Enric Fabregat i Jodar
Enric Fabregat i Jodar   (Barcelona, 1914 - Ciutat de Mèxic, 1976) fou un compositor destacat per compondre nombroses cançons; d’entre les quals: Yo no sé, 1948, amb la que es va donar a conèixer. Altres de les seves obres són: En mala hora, El quitapenas, Qué tanto es tantito, El mundo, Jacarandas.
Moltes de les seves obres van ser enregistrades per Manuel Muñoz Ferrus, Mario Molina i Rafael Cárdenas.